# Giornata internazionale dei mancini
La giornata internazionale dei mancini (in inglese International Lefthanders Day) è un evento internazionale che ricade annualmente il 13 agosto. È stato istituito ufficialmente dal club Lefthanders International nel 1992, sebbene la stessa data sia stata una ricorrenza legata al mancinismo sin dal 1973 (un anno, tra l'altro, in cui la cultura popolare non era particolarmente accondiscendente all'idea che quella mancina fosse una lateralizzazione normale quanto quella opposta). L'animo della ricorrenza è quello di diffondere la conoscenza della lateralizzazione meno diffusa tra la popolazione, e le sue implicazioni, sia positive sia inconvenienti, legate alla vita quotidiana. Alcuni eventi correlati alla giornata diffondono la conoscenza di utensili e strumenti progettati per mancini, con molta attenzione per quelli specificamente progettati per bambini.
La ricorrenza è festeggiata in molti paesi nel mondo. Nel solo Regno Unito, per esempio, si sono registrati una ventina di eventi regionali. In alcuni di essi, diversi pub servivano gli avventori come se questi fossero mancini, al contrario di quanto avviene solitamente. In altri stand, i destrimani potevano provare utensili e strumenti progettati per la mano sinistra, capovolgendo così la consuetudine.
Uno studio del 2017 che ha coinvolto 2 314 studenti italiani ha appurato che sono abili nella risoluzione dei problemi matematici complessi piuttosto che nell'aritmetica semplice.